# Llenegosa bruna
La llenegosa bruna(Limacella furnacea), també anomenada falsa mocosa bruna,  és un bolet de la família de les amanitàcies. Popularment pertany al grup de les cogomelles llenegoses. Es caracteritza per la superfície del barret viscosa, de color beix a grisenc o brunenc i l'olor farinosa.

## Etimologia
Limacella prové del terme llatí limax = llimac i fa referència a la seva viscositat; furnaceus del adj. lat. for- náceas, ea, eum, que significa cuit al forn i fa referència al fet que la primera mostra es va collir entre unes rajoles d'argila cuita que reposaven sobre un forn de pa.

## Taxonomia
Espècie descrita com Agaricus furnaceus pel micòleg francès M. Letellier l'any 1835.

## Iconografia
Bolets de Catalunya (1995): Vol. XIV, Làm. 678.

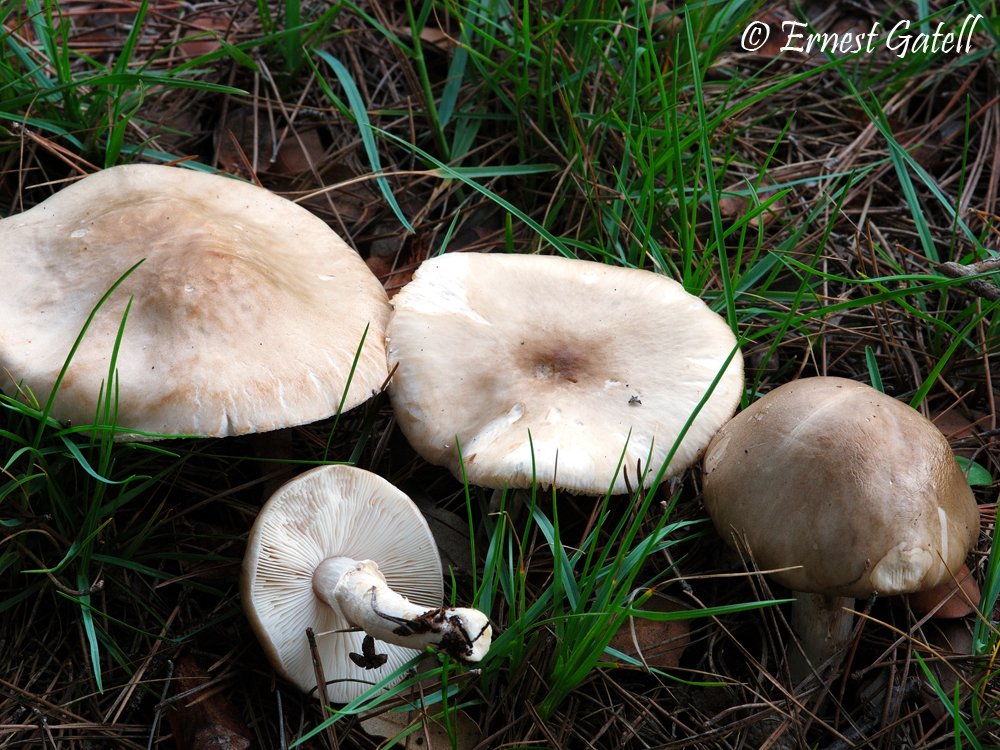
Aspecte general d'un grup de llenegosa bruna (Limacella furnacea)

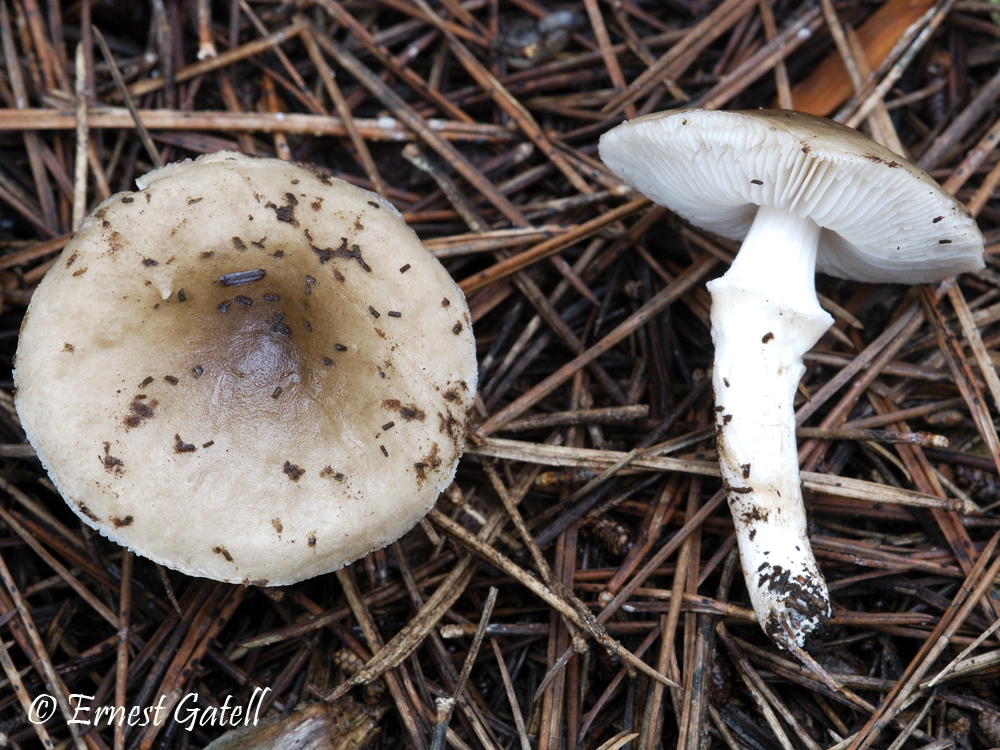
Detall de la llenegosa bruna (Limacella furnacea)

Eyssartier G. et Roux P. (2011): 283

## Descripció
Capell de (3)-5-7-(9) cm de diàmetre, convex al principi, després estès i finalment deprimit;  marge involut, aprimat i ondulat; superfície llisa, seca i mat, pruïnosa i suaument rugosa, de coloració molt uniforme d'un bru ferruginós t en temps humit i bru ataronjat en temps sec.
Làmines desiguals, primes, bifurcades, adnates o subdecurrents; inicialment ocres, s'enfosqueixen i enrogeixen amb el temps i el frec.
Cama de 6-7(9) x 0.4- 0.8 (1) cm; subclavat; llis, pruïnós, de peu eriçat de pèls de rossos a rovellats; a vegades els peus de dos o més exemplars resten units.
Carn escassa, trencadissa, de color crema o brunenc, més fosca al peu, amb olor intensa i característica de xinxa de camp, de xicoira en assecar; llàtex aquós, primer de gust suau i després amarg.
Espores d'esfèriques a llargament el·líptiques; de 7-9 x 6.5-8.5 μm, amb reticle a vegades incomplert i amb algunes berrugues aïllades.
the pileus of L. furnacea becomes brownish gray when mature and its basidiospores are globose to subglobose (4–5.5 9 4–5.2 lm)

## Hàbitat
Saprotròfic; de sòls sorrencs, tant de boscs de planifolis com de coníferes; des dels Pirineus a la muntanya mitjana,

## Distribució geogràfica
Es troba freqüentment en boscos termòfils de Mallorca i Menorca, de Catalunyai País Valencià. Desconegut de la zona septentrional d'Europa

## Espècies semblants
La lleterola de càmfora (Lactarius camphoratus) és una lleterola de muntanya, de mida més petita, de coloració més fosca i làtex blanquinós, abundant. Fa olor de xicoira torrada o càmfora, olor que es manté fins i tot en exemplars secs; creix tant en boscos de planifolis com de coníferes.

## Usos

### Gastronomia
Sense cap interès culinari, encara que no és tòxica.